# Миклухо-Маклай (фільм)
«Миклухо-Маклай» — радянський історико-біографічний фільм 1947 року режисера Олександра Разумного знятий на Московській кіностудії науково-популярних фільмів.

## Сюжет
Фільм знятий на основі літературної версії подій з життя відомого російського етнографа, антрополога, біолога і мандрівника, який вивчав корінне населення Південно-Східної Азії, Австралії і Океанії. 1869 року Микола Миколайович Миклухо-Маклай робить повідомлення в Географічному товаристві про необхідність вивчення корінного населення островів Океанії. Рада товариства вирішує підтримати його починання і, після отримання невеликих коштів, вчений на військовому кораблі «Вітязь» вирушає в Нову Гвінею. Не бажаючи нав'язувати свою присутність мешканцям села, що знаходиться на березі, Микола Миколайович селиться на віддалі, в будинку, побудованому для нього матросами з «Вітязя». Відтепер його мета — зрозуміти навколишнє. Тубільці острова вміли будувати прекрасні плоти. Фігури на пірогах, на деревах, на щитах являли собою не що інше, як перший прояв ідеографічної писемності. Вражала спритність, з якою тубільці виконували різні роботи, хоча велися вони примітивними знаряддями праці. Всі спостереження Миклухо-Маклай акуратно заносив в особливий зошит, який вів з першого дня свого перебування на острові. Від незвичних і важких умов життя в тропічному лісі Микола Миколайович серйозно захворів. Не менш важко було і його супутникам. Першим, від гарячки, помер темношкірий підліток, потім — білий слуга Томсон, який перед смертю встиг зізнатися, що шпигував за російськими вченими за дорученням доктора Брандлера. Після багаторічної відсутності Миклухо-Маклай повертається в Сідней. Його вірною супутницею і помічником в науковій роботі стає Маргарита Робертсон, на якій він одружився після семирічної розлуки. Проникнення в Нову Гвінею «Німецької асоціації у Південних морях» і активна участь її представника доктора Брандлера змусило Миклухо-Маклая зайняти жорстку позицію. Йому належить важка боротьба за визнання його точки зору, що сформувалася в ході роботи з матеріалом, які накопичилися за довгі роки подорожей.

## У ролях
- Сергій Курилов — Миклухо-Маклай;
- Галина Григор'єва — Маргарита Робертсон;
- Михайло Астангов — доктор Брандлер;
- Олексій Максимов — Робертсон;
- Валентина Куїнджі — Лоуренс;
- Вейланд Родд — Ур;
- Лев Фенін — губернатор;
- Джим Комогоров — Бой;
- Еммануїл Геллер — Кафа;
- Георгій Бударов — Томсон;
- Роберт Робінсон — Малу.

В епізодах:
Аркадій Аркадьєв, Володимир Самойлов, Микола Волков, В. Маковейський, І. Брагінцева, А. Савельєв, Олексій Зубов (голова Географічного товариства), В. Керопьян, Л. Пирогов, В. Полетимський, П. Орловський.

## Знімальна група
- Автор сценарію: Олексій Спєшнєв, В. Волькенштейн
- Режисер-постановник: Олександр Разумний
- Оператор-постановник: Борис Петров
- Композитор: Микола Крюков
- Художник-постановник: Фелікс Богуславський
- Художник-консультант: С. Козловський
- Режисер: С. Гельман
- Оператор: П. Зотов
- Звукооператор: А. Каміонський
- Помічник звукооператора: Б. Кокін
- Художник по костюмах: Лідія Байкова
- Художник-гример: А. Сааджан
- Гример: М. Виноградов
- Монтажер: Н. Дзугутова
- Асистент режисера: О. Разумная
- Асистент оператора: Я. Панов
- Консультант: професор Я. Рогінський
- Директори: В. Шеєр, В. Брашеван

## Критика
Фільм в австралійській пресі, зокрема сини Миклухи-Маклая — Олександр і Володимир, назвали пародією та чистою пропагандою.